# Установление личности
«Установление личности» (англ. A Case of Identity) — произведение из серии «Приключения Шерлока Холмса» Артура Конана Дойля.
Рассказ написан в 1891 году. Другие названия: «Ловкий обман», «Идентификация личности», «Доказательство тождества», «Приключение с установлением личности». На русский язык этот рассказ впервые переведён в 1905 году Ф. Латернером под названием «Ловкий обман».

## Сюжет
Во время беседы Шерлока Холмса и доктора Ватсона заходит некая мисс Мэри Сазерлэнд. Она живёт вместе с матерью и отчимом Джеймсом Уиндибенком, не намного старше её. Проценты со своего капитала она оставляет семье, а сама живёт перепиской на машинке: «…я отлично живу перепиской на машинке. Два пенса за страницу, и частенько мне удаётся писать по пятнадцать — двадцать страниц в день». Однажды, когда отчим уезжает во Францию, мисс Мэри идёт вместе с матерью на бал газопроводчиков, где знакомится с мистером Госмером Эйнджелом. После бала мисс Мэри дважды прогуливалась с мистером Госмером. Когда возвратился отчим, молодые люди только переписывались. Во время очередного отъезда отчима во Францию они решают пожениться. Перед свадьбой будущий жених требует клятву верности от Мэри и  загадочно исчезает перед самим венчанием. Как выяснил Холмс, Госмером Эйнджелом  оказался переодетый отчим. 
Эту аферу он организовал  ради денег падчерицы, чтобы надолго отбить у неё желание встречаться с мужчинами.
В действиях отчима не было состава преступления, поэтому Холмс не задерживает его, хотя и угрожает избиением, после чего тот сбегает. Холмс решает ничего не рассказывать своей клиентке, полагая, что она ему всё равно не поверит, и предсказывает, что Уиндибенк закончит жизнь на виселице.

## Персонажи
Мисс Мэри Сазерлэнд по просьбе Шерлока Холмса описал доктор Ватсон (Уотсон):
«Ну, на ней была серо-голубая соломенная шляпа с большими полями и коричнево-красным пером. Чёрный жакет с отделкой из чёрного стекляруса. Платье коричневое, скорее даже тёмно-кофейного оттенка, с полоской алого бархата у шеи и на рукавах. Серые перчатки, протёртые на указательном пальце правой руки. Ботинок я не разглядел. В ушах золотые серёжки в виде маленьких круглых подвесок. В общем, это девица вполне состоятельная, хоть и несколько вульгарная, добродушная и беспечная».
Мисс Сазерлэнд обладает собственным капиталом. «У меня своё состояние, — сообщает она Шерлоку Холмсу, — мне оставил наследство дядя Нэд из Окленда. Капитал в новозеландских бумагах, четыре с половиной процента годовых. Всего две с половиною тысячи фунтов, но я могу получать только проценты».
Описание мистера  Госмера Эйнджела, поданное мисс Мэри Сазерлэнд  в газету «Кроникл» для розыска жениха:
«Рост — пять футов и семь дюймов, крепкого телосложения, смуглый, черноволосый, небольшая лысина на макушке, густые чёрные бакенбарды и усы, чёрные очки, лёгкий дефект речи. Одет в чёрный сюртук на шёлковой подкладке, чёрный жилет, в кармане часы с золотой цепочкой, серые твидовые брюки, коричневые гетры поверх штиблет с резинками по бокам. Служил в конторе на Леднхолл-стрит». По словам Шерлока Холмса, мистер Эйнджел проживает на Лайон-плейс, 31.
Описывая своего жениха, мисс Мэри сообщила «какие-нибудь мелочи, касающиеся мистера Госмера Сазерлэнда»:
«Он был очень застенчив. Он охотнее гулял… вечером, чем днём, не любил привлекать к себе внимания… был очень сдержан и учтив. Даже голос у него был тихий-тихий… Он хорошо одевался, очень аккуратно, хотя и просто, а вот глаза у него были слабые… и поэтому он носил тёмные очки». 
Мистер Госмер Эйнджел служит кассиром в конторе на Леднхолл-стрит и, по словам мисс Мэри, там же ночует.
Описание отчима Джеймса Уиндибенка:
«Вошёл человек лет тридцати, среднего роста, плотный, бритый, смуглый, с вежливыми вкрадчивыми манерами и необычно острым, проницательным взглядом серых глаз». Он на пять лет и два месяца старше своей падчерицы и лет на пятнадцать младше матери мисс Мэри.
Мистер Джеймс служит в фирме «Вестхауз и Марбэнк» на Фенчерч-стрит, которая является крупнейшим импортёром кларета.

## Развязка
Проанализировав всё увиденное и услышанное и наведя некоторые справки, Шерлок Холмс разгадал это внешне загадочное дело. Оказывается, всё это задумал отчим мисс Мэри, боясь потерять годовой доход в сто фунтов. «Он замышляет план, — поясняет Шерлок Холмс, — который делает больше чести его уму, нежели сердцу. С ведома своей жены и при её содействии он изменяет свою внешность, скрывает за тёмными очками свои проницательные глаза, наклеивает усы и пышные бакенбарды, приглушает свой звонкий голос до вкрадчивого шёпота и, пользуясь близорукостью девицы, появляется в качестве мистера Госмера Эйнджела и отстраняет других поклонников своим настойчивым ухаживанием… Джеймс Уиндибенк хотел, чтобы мисс Сазерлэнд была крепко связана с Госмером Эйнджелом и пребывала в полном неведении относительно его судьбы. Тогда, по его расчёту, она по меньшей мере лет десять сторонилась бы мужчин».

## Адаптации
- Рассказ был адаптирован в виде короткой сцены в 1-й серии серии 3-го сезона сериала «Шерлок». Здесь суть немного изменена: отчим посылал падчерице любовные письма по электронной почте, а затем прекратил, чем разбил ей сердце и отбил внимание к мужчинам, получив возможность не работать и жить за её счёт. Здесь Холмс разоблачает злодея.
- Дело использовано в игре Sherlock Holmes: The Devil's Daughter. Суть не изменилась, но вместо Ватсона Холмса сопровождает актёр, готовившийся играть его в театре. По желанию игрока, Холмс может разоблачить отчима, и девушка примет правду с достоинством.